# Nightmares on Wax

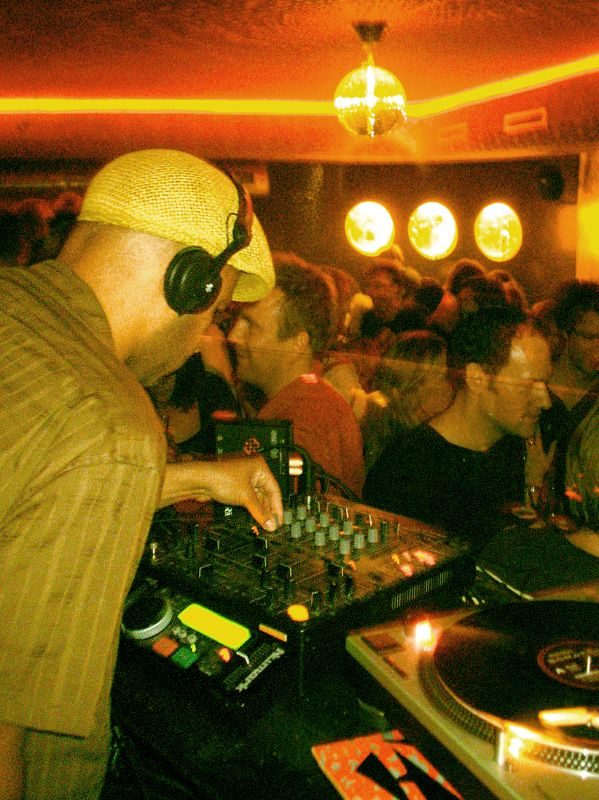
DJ e.a.s.e. von Nightmares on Wax

Nightmares on Wax ist eine britische Musikgruppe, welche im Jahr 1988 von George Evelyn („DJ E.A.S.E.“) und Kevin Harper („Boywonder“) gegründet wurde. Nightmares on Wax gelten als wichtige Vertreter des Downbeat-Genres. Beide Musiker haben ihren Ursprung in Hip-Hop-Projekten der 1980er Jahre, in denen sie als DJs und Remixer tätig waren. Die meisten ihrer bisherigen Alben erschienen beim renommierten britischen Plattenlabel Warp Records.

## Diskografie

### Studioalben
| Jahr | Titel                  | Höchstplatzierung, Gesamtwochen, AuszeichnungChartplatzierungen (Jahr, Titel, Platzierungen, Wochen, Auszeichnungen, Anmerkungen) | Höchstplatzierung, Gesamtwochen, AuszeichnungChartplatzierungen (Jahr, Titel, Platzierungen, Wochen, Auszeichnungen, Anmerkungen) | Anmerkungen                                                                 |
| Jahr | Titel                  | DE | UK | Anmerkungen                                                                 |
| ---- | ---------------------- | --- | --- | --------------------------------------------------------------------------- |
| 1995 | Smokers Delight        | DE75 (1 Wo.)DE | UK84 Silber · (1 Wo.)UK | Erstveröffentlichung: September 1995 in Deutschland erst 2020 in den Charts |
| 1999 | Carboot Soul           | DE60 (6 Wo.)DE | UK71 Silber · (4 Wo.)UK | Erstveröffentlichung: April 1999                                            |
| 2002 | Mind Elevation         | DE49 (3 Wo.)DE | UK47 (2 Wo.)UK | Erstveröffentlichung: September 2002                                        |
| 2006 | In a Space Outta Sound | — | UK93 (1 Wo.)UK | Erstveröffentlichung: März 2006                                             |

Weitere Alben
- 1991: A Word of Science
- 2000: DJ-Kicks
- 2003: Late Night Tales: Nightmares on Wax
- 2007: My Definition
- 2008: Thought so …
- 2013: Feelin’ good
- 2014: N.O.W. Is the Time
- 2018: Shape the Future
- 2021: Shout Out! To Freedom...

### Singles
| Jahr | Titel Album                                                             | Höchstplatzierung, Gesamtwochen, AuszeichnungChartplatzierungen (Jahr, Titel, Album, Platzierungen, Wochen, Auszeichnungen, Anmerkungen) | Höchstplatzierung, Gesamtwochen, AuszeichnungChartplatzierungen (Jahr, Titel, Album, Platzierungen, Wochen, Auszeichnungen, Anmerkungen) | Anmerkungen                         |
| Jahr | Titel Album                                                             | DE | UK | Anmerkungen                         |
| ---- | ----------------------------------------------------------------------- | --- | --- | ----------------------------------- |
| 1989 | Dextrous A Word of Science: The First and Final Chapter                 | — | UK91 (6 Wo.)UK | Erstveröffentlichung: Dezember 1989 |
| 1990 | Aftermath / I’m for Real A Word of Science: The First and Final Chapter | — | UK38 (5 Wo.)UK | Erstveröffentlichung: Oktober 1990  |
| 1996 | Still Smokin … –                                                        | — | UK78 (1 Wo.)UK | Erstveröffentlichung: Juni 1996     |
| 1999 | Finer Carboot Soul                                                      | — | UK63 (2 Wo.)UK | Erstveröffentlichung: Juni 1999     |
| 2002 | Know My Name Mind Elevation                                             | — | UK81 (2 Wo.)UK | Erstveröffentlichung: August 2002   |
| 2003 | 70s 80s Mind Elevation                                                  | — | UK76 (2 Wo.)UK | Erstveröffentlichung: Februar 2003  |

Weitere Singles
- 1989: Let It Roll
- 1991: A Case of Funk
- 1992: Happiness!
- 1992: Set Me Free
- 1994: Alive
- 1999: Les Nuits
- 2000: Keep On
- 2000: Sound of N.O.W
- 2003: Brothers on the Slide (Late Night Tales)
- 2003: Date with Destiny
- 2006: Flip Ya Lid
- 2006: Passion
- 2006: The Sweetest
- 2006: African Pirates

## Auszeichnungen für Musikverkäufe
| Silberne Schallplatte - Vereinigtes Königreich - 2025: für das Lied You Wish Goldene Schallplatte - Neuseeland - 2025: für das Album In a Space Outta Sound |

Anmerkung: Auszeichnungen in Ländern aus den Charttabellen bzw. Chartboxen sind in ebendiesen zu finden.
| Land/RegionAuszeichnungen für Musikverkäufe (Land/Region, Auszeichnungen, Verkäufe, Quellen) | Silber     | Gold  | Platin | Verkäufe | Quellen          |
| -------------------------------------------------------------------------------------------- | ---------- | ----- | ------ | -------- | ---------------- |
| Neuseeland (RMNZ)                                                                            | —          | Gold1 | —      | 7.500    | radioscope.co.nz |
| Vereinigtes Königreich (BPI)                                                                 | 3× Silber3 | —     | —      | 320.000  | bpi.co.uk        |
| Insgesamt                                                                                    | 3× Silber3 | Gold1 | —      |          |                  |